# Eichen Striesener Straße

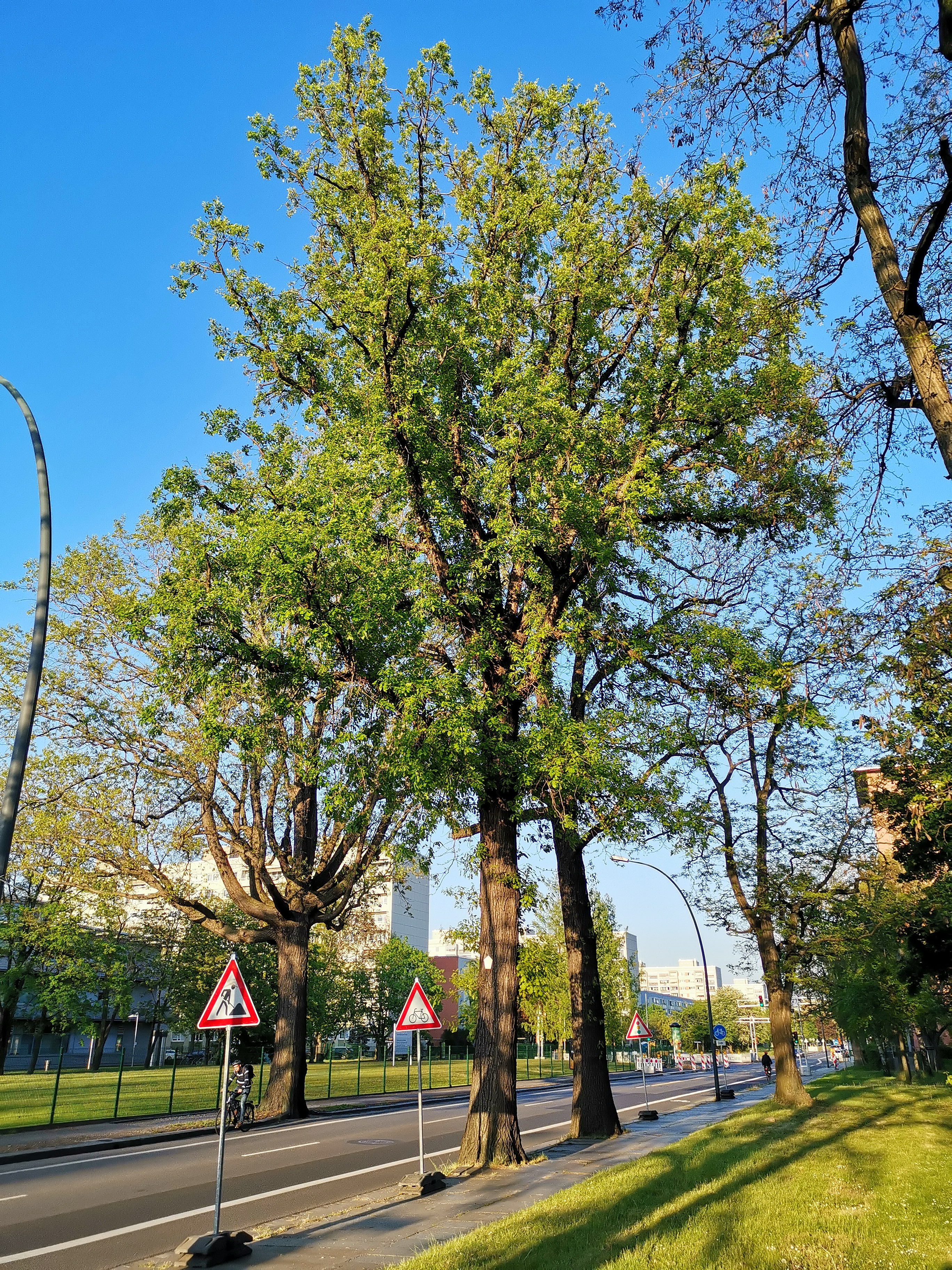
Naturdenkmal Eichen Striesener Straße

Die Eichen Striesener Straße sind ein als Baumgruppe ausgewiesenes Naturdenkmal (ND 90) in der Johannstadt in Dresden. Die beiden straßenbegleitenden Großfrüchtigen Eichen (Quercus macrocarpa; auch Bur-Eiche oder Klettenfrüchtige Eiche genannt) weisen eine Höhe von etwa 18 Metern und einen Kronendurchmesser von etwa 15 Metern auf. Die Stammumfänge betragen 2,3 Meter und 2,6 Meter.

## Geographie

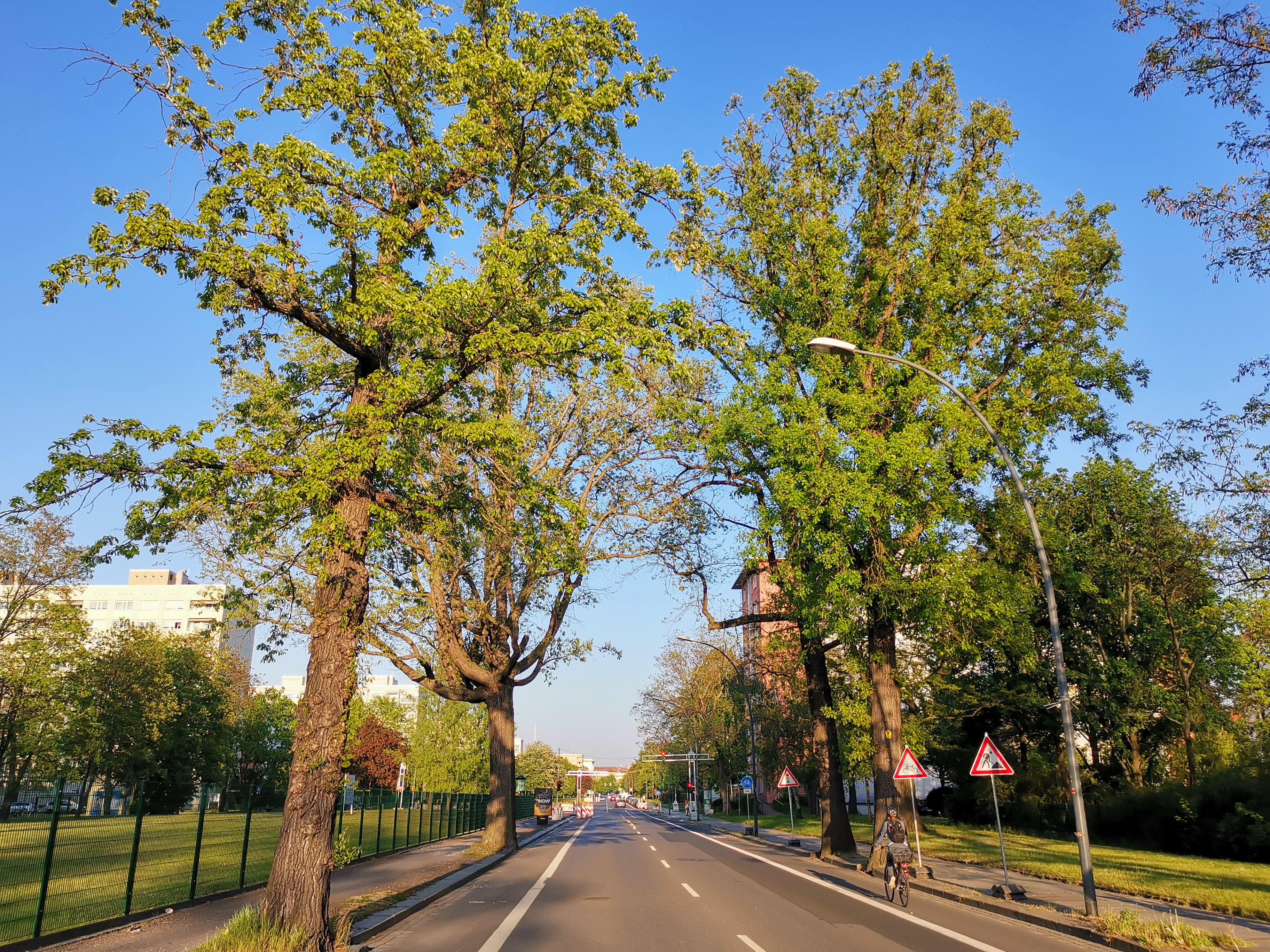
Zweifarbige Eichen links und die beiden geschützten Großfrüchtigen Eichen rechts an der Striesener Straße

Die beiden Straßenbäume stehen an der Striesener Straße, die als Verlängerung der Pillnitzer Straße die Innere Altstadt mit Striesen verbindet, auf der südlichen, landwärts rechten Seite, zwischen den Kreuzungen mit der Marschnerstraße und der Hans-Grundig-Straße. In Sichtweite der beiden Eichen stehen 150 bis 200 Meter nordwestlich das Studentenwohnheim Güntzstraße 28/28a und das St. Benno-Gymnasium. Rund 200 Meter südlich dieses Naturdenkmals befindet sich das Naturdenkmal Rosskastanien Marschnerstraße.
Gut 700 Meter nordwestlich des Naturdenkmals stand eine ausladende Großfrüchtige Eiche am Sachsenplatz, die aufgrund ihrer Wuchsform sehr markant war. Nachdem sie 2013 nicht mehr austrieb und im folgenden Winter abgetragen wurde, gab es dort 2014 eine Ersatzpflanzung.

## Geschichte
Bis ins zweite Drittel des 19. Jahrhunderts war das Gebiet der heutigen Johannstadt noch wenig erschlossen. Pillnitzer und Striesener Straße waren noch nicht begradigt, viele der Nebenstraßen existierten noch nicht. Im letzten Drittel, insbesondere nach dem Deutsch-Französischen Krieg, setzte ein Bau-Boom ein, durch den die Johannstadt verdichtet wurde. Die beiden Großfrüchtigen Eichen sowie die auf der anderen Straßenseite, jedoch nicht zum Naturdenkmal gehörenden Zweifarbigen Eichen (Quercus bicolor) wurden zu dieser Zeit gepflanzt, wahrscheinlich um 1890. Beide Arten sind im Osten Nordamerikas heimisch. Die Bäume sind der „Rest einer sehr seltenen, wertvollen Straßenbaumpflanzung und Zeugnis der Experimentierfreude sowie der tabufreien, aber trotzdem fachlich sehr qualitätsvollen Arbeitsweise früherer Stadtgärtner.“
Im Jahr 1999 erfolgte seitens des Dresdner Stadtrats die Unterschutzstellung der beiden Eichen an der Südseite der Striesener Straße als Naturdenkmal zur Sicherung und Erhaltung der Bäume und deren unmittelbar angrenzenden Umgebung wegen der Seltenheit dieser Eichenart, ihrer besonderen Ausprägung und Eigenart, sowie aus gehölzkundlichen Gründen. Der Schutzstatus erstreckt sich auf den gesamten Kronentraufbereich zuzüglich 3 Metern im Umkreis, mindestens jedoch 11 Meter vom Stamm. Die Unterschutzstellung der beiden auf der nördlichen Straßenseite stehenden Zweifarbigen Eichen „scheitert an einer Planung, die Häuser, Straßenbahn und eine Fahrbahnveränderung vorsieht.“